# 加利福尼亞私立高等和職業教育局
加州私立高等教育和職業教育局（California Bureau for Private Postsecondary and Vocational Education, BPPVE）是加利福尼亞州消費者事務部的一個單位，其目的是通過為加州私立高等教育機構制定學術標準來保護學生。 加利福尼亞州要求 BPPVE 審批或豁免，以確保消費者的安全不受欺詐或劣質教育提供者的影響。 該機構於2007年7月1日停止運作，當時其立法機構已經過期。一個新的機構，即加利福尼亞州私立高等教育局 ( California Bureau for Private Postsecondary Education,BPPE)，於2010年1月1日取代。

## 參閱
- 加州私立高等教育局（BPPE）

## 外部連結
- BPPVE （页面存档备份，存于）